# Alexandre Ier (empereur de Russie)
Pour les articles homonymes, voir Alexandre Ier.
Alexandre Ier ou Alexandre Pavlovitch Romanov (en russe : Александр Павлович Романов), né le 12 décembre 1777 (23 décembre dans le calendrier grégorien) à Saint-Pétersbourg et mort le 19 novembre 1825 (1er décembre dans le calendrier grégorien) à Taganrog, fils de Paul Ier et de Sophie-Dorothée de Wurtemberg, est empereur de Russie du 23 mars 1801 à sa mort ainsi que grand-duc de Finlande et roi de Pologne. 
En politique extérieure, il se heurte aux ambitions de l'empereur Napoléon Ier, contre lequel il est en guerre à plusieurs reprises. Il combat également sur ses frontières nord contre la Suède, et sud contre l'Empire ottoman et la Perse. Ces guerres victorieuses lui permettent d'agrandir l'Empire russe qui devient une grande puissance. Il est l'instigateur de la Sainte-Alliance qui se donne pour rôle de maintenir la paix en Europe en neutralisant les mouvements révolutionnaires. En politique intérieure, il tente dans un premier temps d'appliquer des idées libérales, mais reste malgré tout un autocrate. Les dernières années de son règne sont marquées par un mysticisme très fort qui l'amène à renier ses idées de jeunesse.

## Enfance et jeunesse

### Naissance et éducation

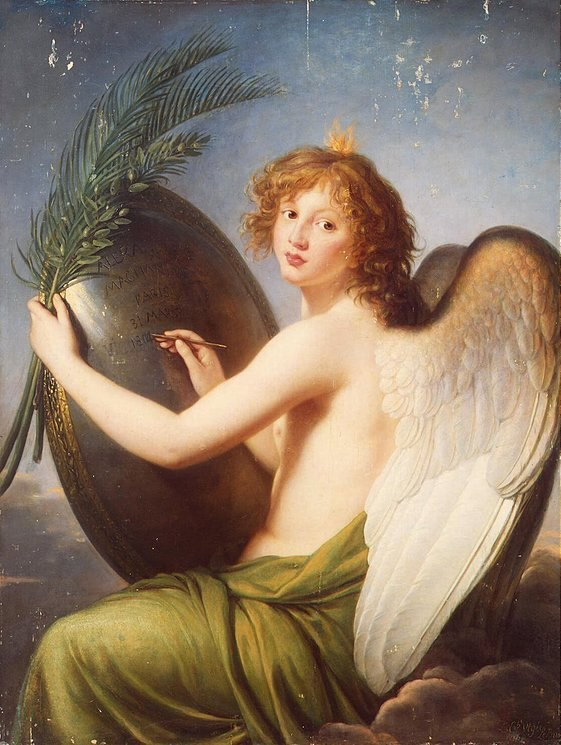
Génie d'Alexandre I, 1814
par Élisabeth Vigée Le Brun
Musée de l'Ermitage
Saint-Petersbourg

Dès sa naissance, il est pris en charge par sa grand-mère l'impératrice Catherine II, qui le sépare de ses parents. Lorsqu'il atteint sa sixième année, elle écarte les femmes de son entourage pour charger différents précepteurs de son éducation. Puis elle le confie principalement à un précepteur vaudois, Frédéric-César de La Harpe, républicain dans l'âme, qui lui inculque des idées libérales, et auquel il reste toute sa vie attaché. Il dit de lui : « tout ce que je suis et tout ce que, peut-être, je vaux, c'est à M. La Harpe que je le dois ».
Comme son précepteur, il est membre de la franc-maçonnerie.

### Relations familiales
Il est tiraillé entre l'admiration pour sa grand-mère, la « grande Catherine », qui prône des idées libérales, et le respect dû à son père, Paul Ier, détesté par l'impératrice, qui est un ardent admirateur des méthodes prussiennes. Cette situation délicate pour un jeune homme l'oblige à louvoyer et explique le caractère dissimulé qu'il montrera par la suite.
L'impératrice lui trouve sa femme, une princesse de Bade, Louise Augusta de Bade (1779-1826), qu'il épouse en 1793 après que celle-ci se fut convertie à la religion orthodoxe et eut pris pour nom Élisabeth Alexeïevna.

### Héritier du trône impérial
Catherine II songe à faire de lui son successeur direct, à la place de son fils Paul, mais, en 1796, elle meurt avant d'avoir pu changer l'ordre de succession au trône en sa faveur. Bien qu'il ait été au courant de la volonté de l'impératrice Catherine II, il reconnaît son père Paul Ier comme successeur de Catherine II.
En 1801, l'empereur Paul Ier est assassiné. Alexandre, qui avait été informé du complot, mais qui pensait que le but était uniquement de déposer Paul Ier, lui succède. Il demeurera toute sa vie hanté par l'idée d'apparaître comme le complice de la mort de son père.

## Empereur de Russie

### Début du règne (1801-1804)

#### Politique intérieure
Les premières mesures prises consistent à annuler les lois autoritaires prises par son prédécesseur et à rappeler ceux qui avaient été écartés. Il reprend ainsi des serviteurs de Catherine II et s'appuie sur un comité privé (appelé « le comité secret ») constitué de ses compagnons aux idées libérales et chargé de le guider dans sa politique.
Quelques mois après son avènement, il encourage un projet de constitutionnalisation du gouvernement russe et octroie au Sénat un droit de remontrance. Sa tentative de régler le problème du servage n'aboutit pas et il se contente de quelques mesures qui ne règlent pratiquement rien.
Perpétuellement hésitant sur les décisions à prendre, il décourage ses amis, et son pouvoir prend un aspect plus personnel.

#### Politique extérieure
De 1801 à 1804, il se contente d'observer les événements et la montée en puissance de Napoléon Ier. L'exécution du duc d'Enghien, enlevé en territoire badois par des troupes françaises, le fait basculer dans le camp des ennemis de Napoléon Ier.

### Les guerres napoléoniennes (1804-1815)
Cette période sera marquée essentiellement par les guerres menées contre l'Empire français.

#### Affrontement avecNapoléonIer(1804-1807)
En 1805, Alexandre Ier s'engage dans la Troisième Coalition dirigée contre l'Empire français et prend la tête de l'armée russe. Il connaît un cinglant échec en affrontant les troupes de Napoléon Ier à Austerlitz qui est un désastre militaire pour les Russes et leurs alliés autrichiens.
En 1807, prenant part à la Quatrième Coalition contre Napoléon Ier, il intervient pour aider la Prusse envahie par Napoléon Ier, mais ses armées abandonnent le terrain le 8 février après un combat acharné à Eylau, et sont à nouveau défaites le 14 juin à Friedland.
Vaincu, il signe le traité de Tilsit et devient, contre son gré, l'allié de la France.

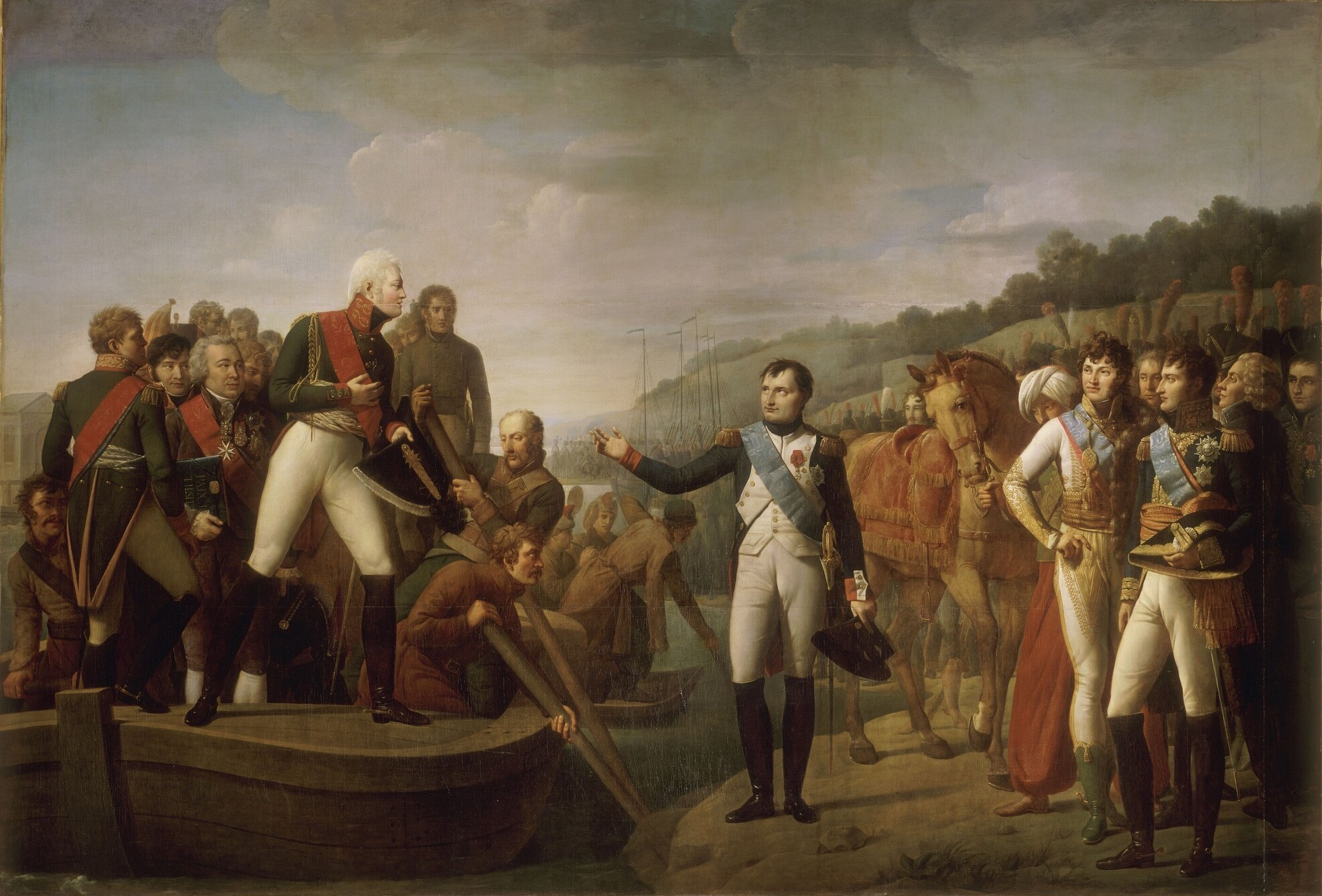
Adieux de Napoléon et d'Alexandre après la paix de Tilsit (9 juillet 1807), Gioacchino Serangeli, 1810, musée de l'Histoire de France (Versailles).
On peut constater sur cette œuvre que les deux souverains se sont échangé leurs ordres respectifs : Napoléon Ier porte l'écharpe bleue de l'ordre de Saint-André tandis qu'Alexandre Ier arbore l'écharpe rouge de la Légion d'honneur.

En 1808, une nouvelle entrevue a lieu à Erfurt pour régler les divergences qui apparaissent entre la Russie et la France, notamment au sujet de la question polonaise. Alexandre Ier ne cède rien à la suite d'une entrevue avec le prince de Talleyrand, qui trahit Napoléon à ce moment. L'empereur russe s'arrange pour différer sa réponse à la demande de Napoléon Ier désireux d'épouser une sœur d'Alexandre après son divorce avec l'impératrice Joséphine.

#### Agrandissement de la Russie (1808-1809)
Alexandre tourne alors ses ambitions vers le nord et déclare la guerre à la Suède, son ancienne alliée. Par le traité de Fredrikshamn qui met fin à cette guerre, il s'empare de la Finlande.
Il s'attaque ensuite à la Turquie lors de la guerre russo-turque de 1806-1812. Par le traité de Bucarest qui met fin à cette guerre, il forme le gouvernement de Bessarabie, qui regroupe la Moldavie et la Valachie, mécontentant Napoléon Ier.
En 1809, tenu par le traité de Tilsit, il n'intervient pas dans l'affrontement entre la Cinquième Coalition menée par l'Autriche et l'Angleterre contre l'Empire français.

#### La Guerre patriotique (1812)
En 1812, Alexandre Ier met fin au blocus continental de l'Angleterre qui lui avait été imposé par Napoléon et se dresse contre la politique polonaise de l'empereur des Français. Cette situation amène Napoléon à lancer la campagne de Russie qui tourne au désastre pour la Grande Armée. Pour l'Europe, Alexandre Ier devient le vainqueur de Napoléon.

#### L'Empire russe au sommet (1812-1815)

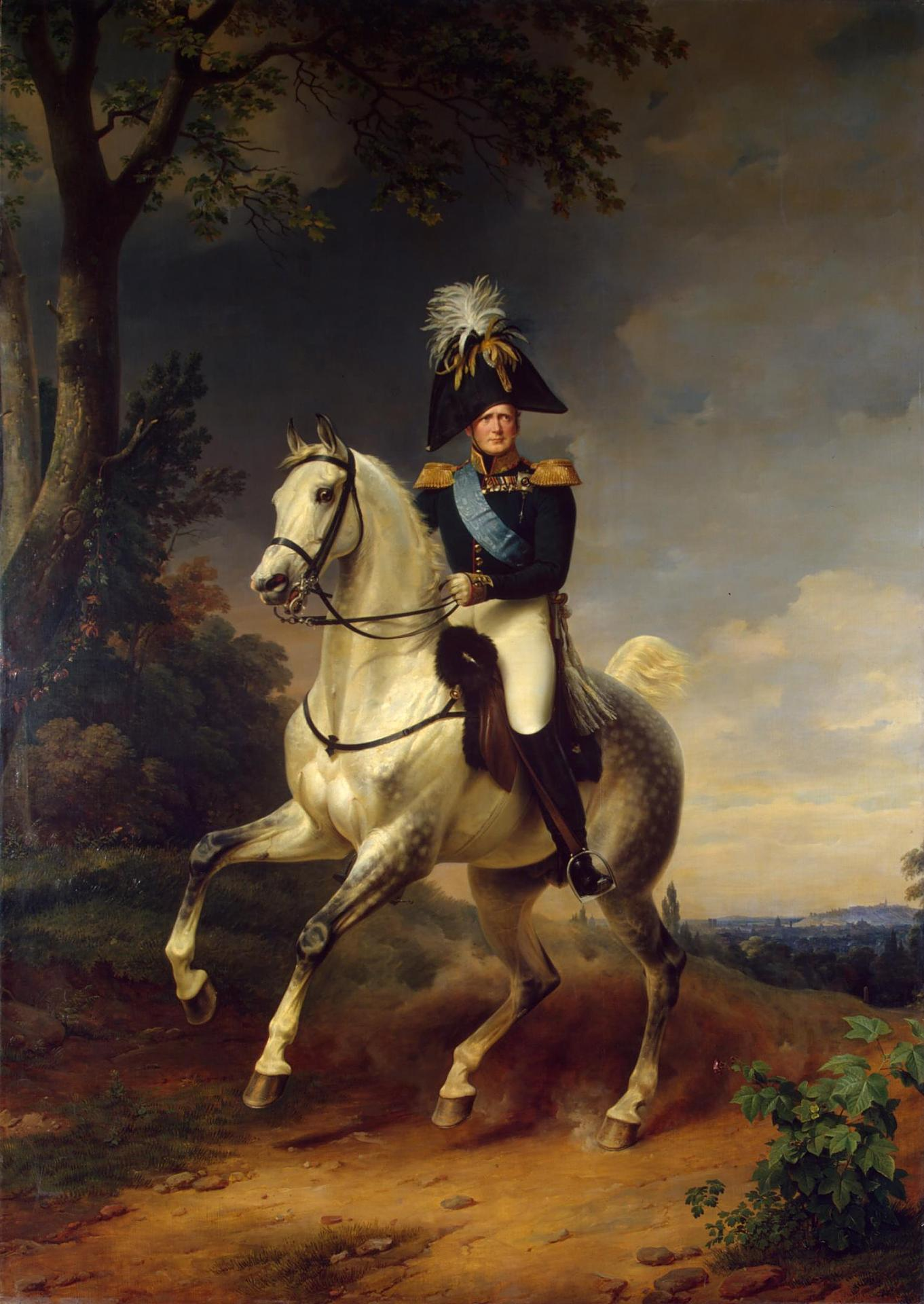
Alexandre Ier (1812) par Franz Krüger.

Pendant la campagne d'Allemagne de 1813, Alexandre Ier rallie d'abord la Prusse par le traité de Kalisz et détache l'un après l'autre les États allemands vassaux de Napoléon. Il prend la tête de la Sixième Coalition réunissant les adversaires de la France, qui est finalement vaincue. Les troupes russes entrent en 1814 dans Paris et Alexandre Ier s'installe le temps des négociations chez le prince de Talleyrand, rue Saint-Florentin. Il charme les Français par son amabilité et « est très sensible aux louanges de la société parisienne, surprise de trouver dans ce chef d'un peuple encore barbare, le plus généreux et le plus accueillant des souverains ». Il rend visite à l'ex-impératrice Joséphine, à la Malmaison, et rencontre Eugène de Beauharnais, sa sœur Hortense, ainsi que ses deux fils, parmi lesquels le futur Napoléon III.
Bien qu'il méprise les Bourbons, Alexandre contribue à installer le roi Louis XVIII sur le trône.
Au congrès de Vienne, Alexandre Ier, contrairement aux autres souverains européens, n'envoie pas de diplomate et se représente lui-même. Devant son instabilité lors des négociations, notamment sur la question polonaise et saxonne, Klemens Wenzel von Metternich, représentant autrichien, ministre des affaires étrangères autrichien et futur chancelier d'Etat, le surnommera « le plus gros bébé de la terre ». L'Empire russe obtient ainsi, lors du Congrès, une grande partie du territoire polonais, l'ancien duché de Varsovie ; Alexandre devient roi du « royaume du Congrès », une monarchie constitutionnelle dont il ne se privera pas de violer continuellement la Constitution.
Lors de l'occupation de la France par les alliés de la Septième Coalition après la deuxième abdication de Napoléon Ier, de retour à Paris, c'est à l'Élysée qu'il s'installe. Il s'oppose aux exigences prussiennes réclamant des territoires français comme l'Alsace ou les Flandres et préserve la France d'un dépeçage.
En septembre 1815, il est à l'origine de la Sainte-Alliance signée entre la Russie, la Prusse, et l'Autriche, destinée à faire régner l'ordre en Europe. Ce pacte perdurera jusqu'à sa mort en 1825.

### Réorientation de ses politiques (1815-1825)

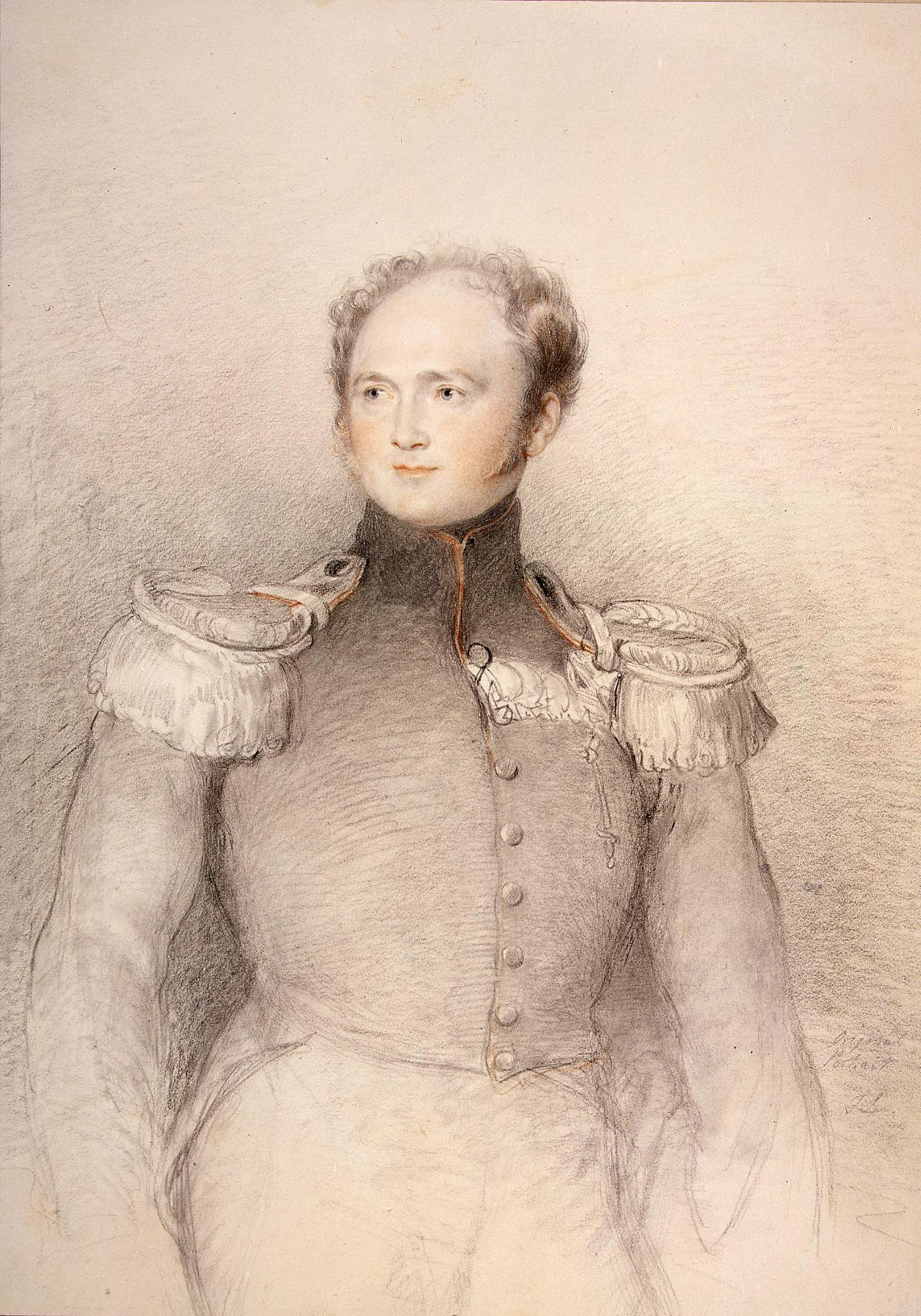
Portrait d'Alexandre Ier par Thomas Lawrence, v. 1818, musée de l'Ermitage.

Tout au long de cette période, Alexandre Ier connaît une crise mystique, qui le pousse à réorienter sa politique intérieure et extérieure. Peu avant 1815, Alexandre Ier rencontre la baronne von Krüdener, qui le convertit à un piétisme œcuménique.

#### Roi de Pologne
En novembre 1815, Alexandre Ier arrive dans son nouveau royaume, la Pologne. Sur le conseil de son ministre polonais Adam Jerzy Czartoryski, il donne au « royaume du Congrès » une charte constitutionnelle relativement libérale et use de toute sa diplomatie pour séduire la noblesse polonaise qui l'acclame. Après avoir nommé comme vice-roi un général polonais ayant servi sous Napoléon, le prince Józef Zajączek, il rentre en Russie.

#### Politique intérieure
Il subit rapidement l'influence dévote de ses ministres les plus proches, le prince Alexandre Nikolaïevitch Golitsyne et Kochelev, fondateur de la Société biblique russe dont le but est de combattre la superstition et de révéler la vérité évangélique. Les sociétés mystiques se multiplient sous l'œil conciliant d'Alexandre Ier.
Il décide de prendre comme principal ministre Alexis Araktcheïev, personnage peu cultivé, mais cruel, qui met en place les colonies militaires où en période de paix, paysans et militaires vivent ensemble en s'aidant mutuellement sur la base de règles très strictes. Ce système mal vécu débouche sur des mutineries réprimées sans pitié.
Les intellectuels sont mis sous surveillance et de nombreux livres contestant la parole divine sont brûlés. Le poète Pouchkine, ayant déplu par ses écrits, est exilé dans le sud de la Russie. L'enseignement est mis sous l'éteignoir et le peuple est surveillé.
Puis Araktchéïev réussit, avec l'aide de l'Église orthodoxe, à convaincre Alexandre Ier de la nocivité des sociétés mystiques, qui sont alors interdites. Alexandre Ier redonne sa place à l’Église orthodoxe, et se proclame le défenseur de la vraie foi orthodoxe.

#### Politique extérieure
Dans le cadre de la Sainte-Alliance, Alexandre s'inquiète des montées révolutionnaires dans les divers pays européens et propose l'envoi d'un contingent russe en Italie pour aider les Autrichiens, qui écraseront, seuls, les insurgés. Malgré la fraternité de religion avec les Grecs et le souhait de la noblesse russe, il n'intervient pas pour aider les révoltés grecs contre les Turcs, s'isolant de son peuple.

### Dernières années (1824-1825)
Alexandre semble se désintéresser de la politique et se repose pratiquement sur ses principaux ministres en intervenant au minimum. Il évoque même sa possible abdication en faveur de son frère Nicolas : « J'abandonnerai le trône lorsque j'aurai cinquante ans », déclare-t-il à Guillaume de Prusse. Son prestige s'est totalement effondré, et il voit des complots se préparer jusque dans l'armée, sans qu'il réagisse.

### Mort de l’empereur et funérailles
À l'automne 1825, l'empereur entreprend un voyage dans le sud de la Russie afin d'accompagner l'impératrice à qui l'on a recommandé de changer de climat. Au cours d’une visite du monastère creusé dans la roche de Saint-Georges en Crimée, le souverain attrape froid. Les pièces d'habitation du monastère sont humides et l'empereur est très légèrement vêtu. Lors d'un voyage dans la ville de Sébastopol, Alexandre déclare à ses médecins se sentir mal et refuse les médicaments qui lui sont proposés. Le 1er décembre 1825 à Taganrog, l’empereur Alexandre Ier meurt à 47 ans, son épouse étant à ses côtés. Son corps est rapatrié à Saint-Pétersbourg, où ont lieu ses funérailles, et il est inhumé en la cathédrale Pierre-et-Paul le 13 mars 1826.
Son frère, Nicolas, lui succéda sur le trône impérial et fut  sacré le 22 août 1826. Son épouse lui survit cinq mois.

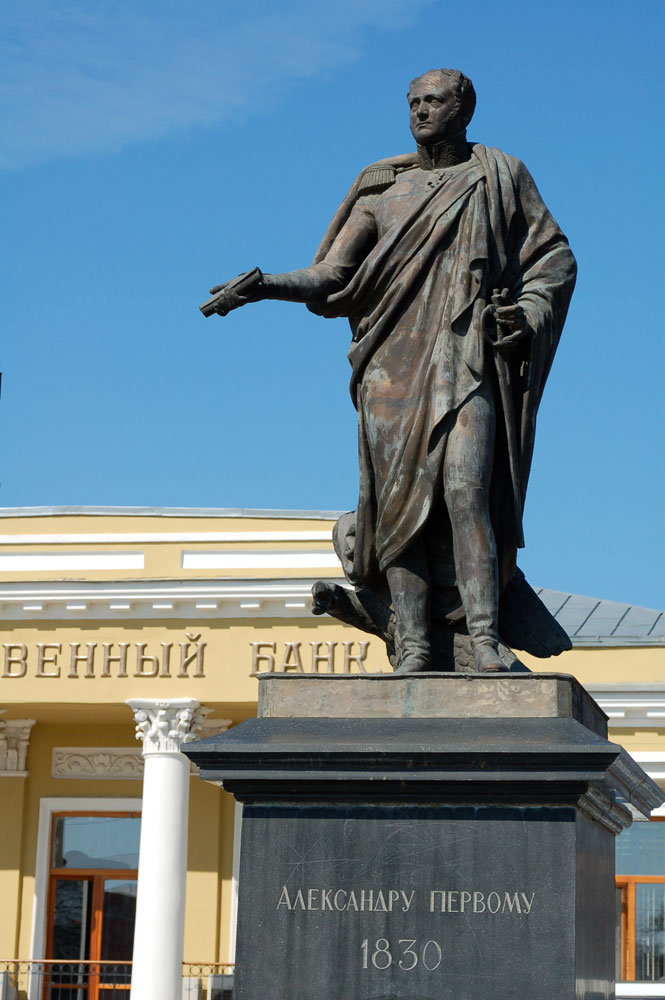
Statue d'Alexandre Ier à Taganrog.

### Spéculations sur sa fin
La disparition de l'empereur loin de Saint-Pétersbourg a donné lieu à des spéculations de plusieurs historiens sur l'énigme de sa mort, qu'il aurait lui-même mise en scène pour prendre une nouvelle identité,. Maurice Paléologue publie à Paris, après la révolution de 1917, un livre dont le but est de prouver que le starets Fiodor Kouzmitch, mystique de Sibérie, et l'empereur Alexandre Ier n'étaient qu'une seule et même personne, l'empereur ayant simulé sa mort à 47 ans pour se retirer en religion afin d'expier sa participation au complot tramé contre son père.
Cette histoire a été popularisée par Tolstoï qui l'évoque dans son roman Mémoires du starets Fiodor Kouzmitch, et a reçu du crédit lors de l'ouverture du tombeau d'Alexandre Ier par son petit-neveu Alexandre III de Russie : le tombeau s'avéra vide. En juillet 1995, à Tomsk, des fouilles ont été effectuées sur le lieu où Fiodor Kouzmitch s'était retiré et avait vécu. Elles ont révélé la présence de son squelette dans une tombe volontairement recouverte par une décharge à l'époque soviétique. Si le starets Fiodor Kouzmitch est bien l'ex-tsar Alexandre Ier, alors ce dernier aurait vécu 87 ans jusqu'au 1er février 1864. Seules des analyses ADN pourraient confirmer (ou non) ce qui, sans elles, n'est qu'une légende.

## Art et culture
Dans les années qui suivirent son avènement en 1801, Alexandre Ier commença, comme Catherine II avant lui, à acquérir des œuvres de peintres russes et occidentaux, essentiellement auprès de collectionneurs privés. Les relations diplomatiques tendues rendaient en effet difficile l'accès au principal marché de l'art, la France. Mais après la paix de Tilsitt en 1807, les relations d'Alexandre Ier et de Napoléon s'apaisèrent et des liens artistiques purent s'instaurer.

## Descendance

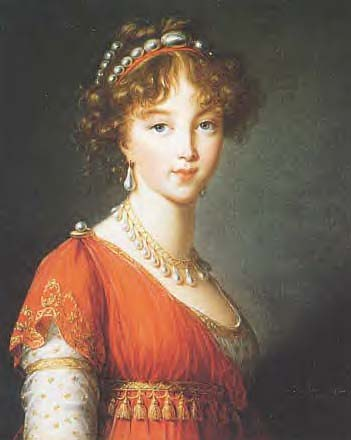
Élisabeth Alexeïevna.

Avec son épouse l'impératrice Élisabeth Alexeïevna, Alexandre a eu deux filles, mortes en bas âge :
- Maria Alexandrovna (1799-1800) ;
- Élisabeth Alexandrovna (1806-1808).

Avec Marie Narychkine, surnommée l'Aspasie du Nord, qui fut sa maîtresse officielle pendant dix-neuf ans, il eut :
- Élisabeth (1803, morte en bas âge) ;
- Élisabeth (1804, morte en bas âge) ;
- Sophie (1808-1824) ;
- Zénaïde (1810, morte en bas âge) ;
- Emmanuel Dimitrievitch Narychkine (1813-1901).

## Généalogie
Alexandre Ier de Russie appartient à la première branche de la maison d'Oldenbourg-Russie (Holstein-Gottorp-Romanov) issue de la première branche de la maison de Holstein-Gottorp, elle-même issue de la première branche de la maison d'Oldenbourg.

## Distinctions

### Décorations russes
- Ordre de Saint-André
- Ordre impérial et militaire de Saint-Georges
- Ordre de Saint-Alexandre Nevski

- Ordre de Saint-Vladimir

### Décorations étrangères
- Ordre de la Toison d'or (Chevalier de l'ordre espagnol, brevet no 865, 1814)
- Ordre de la Jarretière
- Grand-croix de la Légion d'honneur (à Tilsit, 1807)
- Ordre de Saint-Janvier
- Ordre de Saint-Ferdinand (Naples)
- Ordre sacré et militaire constantinien de Saint-Georges
- Ordre militaire de Marie-Thérèse